# Dīmītrios Drivas
Dīmītrios Drivas (in greco Δημήτριος Δρίβας?; Spetses, ... – ...; fl. XIX secolo) è stato un nuotatore greco.
Partecipò alle gare di nuoto delle prime Olimpiadi moderne del 1896 ad Atene, nei 100 metri stile libero riservato ai marinai della marina militare greca. Arrivò terzo di tre nuotatori, conquistando così un bronzo olimpico.